# Цециор, Зиновий Моисеевич
Зиновий Моисеевич Цециор (10 февраля 1914, Ставрополь Самарская губерния (ныне Тольятти, Россия) — 25 марта 1990, Москва) — советский учёный и конструктор, Герой Социалистического Труда (1961). Лауреат Ленинской премии.

## Биография
В 1930—1934 работал токарем на заводах в Таганроге и Ростове-на-Дону.
В 1939 году окончил Ленинградский электротехнический институт. Работал в Ленинграде на заводе Наркомсудпрома.
С 1942 по 1946 год руководитель группы СКВ, в 1946—1956 начальник лаборатории НИИ-10 Наркомсудпрома (Москва). В 1945—1949 в командировке в ракетных институтах в Германии.
С 1956 года работал в НИИ-944 (НИИ прикладной механики) Министерства общего машиностроения СССР: начальник лаборатории, начальник отделения, заместитель главного конструктора.
Участвовал в разработке комплексов гироприборов для ракет Р-1, Р-2, Р-5, Р-7, Р-16, Р-36, УР-100, УР-100К, «Энергия», космических аппаратов для исследования Земли, Луны, Марса, космических кораблей «Восток», «Восход», «Союз».
Доктор технических наук (1958), профессор (1968).
Лауреат Ленинской премии 1957 года и Государственной премии СССР 1968 года. Герой Социалистического Труда (1961).
Похоронен на Троекуровском кладбище.